# Rhinolophus hildebrandtii
Rhinolophus hildebrandtii là một loài động vật có vú trong họ Dơi lá mũi, bộ Dơi. Loài này được Peters mô tả năm 1878.